# 勇士小金星介
勇士小金星介（学名：Microcypris yungshihia）为金星介科小金星介屬下的一个种。